# Aparallactus nigriceps
Aparallactus nigriceps – endemiczny gatunek jadowitego węża z rodziny gleboryjcowatych (Atractaspididae).
Najdłuższa zanotowana samica mierzyła 21 centymetrów, samiec 20 centymetrów. Ciało w kolorze od brązowo-czerwonego do szarego.
Występują na terenie Afryki Południowej w południowo-wschodnim Mozambiku w okolicach miasta Inhambane.